# Municipio de Limestone (condado de Clarion)
El municipio de Limestone (en inglés, Limestone Township) es un municipio del condado de Clarion, Pensilvania, Estados Unidos. Tiene una población estimada, a mediados de 2023, de 1828 habitantes.

## Geografía
Está ubicado en las coordenadas 41°08′26″N 79°17′18″O / 41.14056, -79.28833.

## Demografía
Según la estimación 2018-2022 de la Oficina del Censo, los ingresos medios de los hogares son de $70,568 y los ingresos medios de las familias son de $78,854. Alrededor del 9.4% de la población está por debajo de la línea de pobreza.